# Катарина Костић
Катарина Костић (Шабац, 15. децембар 1936) српска је књижевница и новинарка из Торонта. Ауторка је књига поезије и прозе и уредница зборника и антологија. Песме су јој преведене на енглески, француски, руски, шпански, арапски, румунски и бугарски језик.

## Биографија
Катарина Костић је рођена у Шапцу, од оца Стаменка и мајке Радмиле. Студије француског језика и књижевности завршила је на Филолошком факултету Универзитета у Београду, а потом је од 1969. до 1973. живела у Паризу. Била је хонорарни сарадник редакције популарне француске периодичне енциклопедије „Алфа” (фр. Encyclopédie Alpha), која је објављивана у периоду од 1969. до 1974, радивши на есеју о југословенској књижевности. Године 1973. се сели у Торонто, у којем је као стално запослена писала за „Наше новине” (осн. 1931) – на српскохрватском језику, а по њиховом гашењу за „Вестник” – на руском. Сарадник је часописа за књижевност и културу „Људи говоре” из тог града, затим „Слова” из Киченера, гласила Удружења књижевника Србије „Књижевне новине” и листа за културу, уметност и друштвена питања „Збиља” из Београда, часописа за књижевност и културу „Нова зора” из Билеће, часописа за језик, књижевност и духовност „Бокатин дијак” из Лопара, часописа за српски језик, књижевност и културу „Слово” из Никшића – који је почео да излази 2004. као резултат отпора никшићких средњошколских професора насиљу над именом српског језика у Црној Гори – и др.
Аутор је запажених дела, за које је добила бројне награде и признања. Заступљена је у многим зборницима, антологијама и периодици: „Шумадијским метафорама”, „Градини”, „Драми”, „Јесењину” и др. Биографија јој је увршћена у „Биографски лексикон Српски писци у расејању 1914–2014” Милене Милановић и „Енциклопедију националне дијаспоре” Ивана Калаузовића Ивануса. Састављач је зборника књижевних радова „На таласима речи”, насталог поводом тридесет година постојања торонтског Српско-канадског удружења писаца „Десанка Максимовић”. Сарађивала је са Предрагом Драгићем Кијуком, између осталог и на обимној монографији о Србима у Америци „Србија је велика тајна”, али је тај пројекат након Кијукове смрти паузиран.
Катарина Костић је један од оснивача и (до 2016) активни председник, а сада почасни члан, управе СКУП „Десанка Максимовић”, члан Удружења књижевника Србије, Удружења књижевника Српске, београдског Књижевног клуба „Бранко Ћопић” и канадског ПЕН-а. Била је секретар Српске националне академије у Канади у два везана мандата.